# Total Retaliation
Total Retaliation – siódmy album studyjny amerykańskiego zespołu Terror wydany 28 września 2018 nakładem Pure Noise Records i Nuclear Blast.
Tytuł albumu (totalny odwet) odnosi się do zwiększonej agresywności zawartej na płycie, a teksty są bardziej konfrontacyjne i gniewne niż zwykle. Według Scotta Vogela jest to najbrzydszy, najbardziej negatywny album grupy.
Płytę promowały teledyski do utworów „This World Never Wanted Me” (2018, reż. John Jenkins), „In Spite of These Times/One More Enemy” (2018, reż. John Jenkins).

## Lista utworów
1. "This World Never Wanted Me"	– 2:10
2. "Mental Demolition" – 2:07
3. "Get Off My Back"	– 2:28
4. "One More Enemy"	– 2:23
5. "Break the Lock" – 1:21
6. "In Spite of These Times" – 2:22
7. "Total Retaliation"	– 1:52
8. "Post Armageddon Interlude" – 1:34
9. "Spirit of Sacrifice"	 – 2:24
10. "I Don’t Know You" – 	2:12
11. "Behind the Bars" – 2:30
12. "Suffer the Edge of the Lies" – 2:02
13. "Resistant to the Changes" – 3:01

## Twórcy
Członkowie zespołu
- Scott Vogel – śpiew
- Nick Jett – perkusja
- Martin Stewart – gitara elektryczna
- Chris Linkovich – gitara basowa
- Jordan Posner – gitara elektryczna

Udział innych
- René Natzel – tekst utworu "Get Off My Back"
- Dennis / Freedom – śpiew w utworze "One More Enemy"
- Anthony "Ant $" Martini (E. Town Concrete) – śpiew w utworze "Break The Lock
- Craig Lanciani, Vincent Luvineri – autorzy utworu "Post Armageddon Interlude"
- David Wood (basista Terror do 2017) – śpiew w utworze "I Don’t Know You"
- Stéphen Bessac – śpiew w utworze "Suffer The Edge Of The Lies"
- Will Putney – produkcja[11], inżynieria dźwięku, miksowanie, mastering
- Craig "C-Lance" Lanciani – produkcja utworu "Post Armageddon Interlude"
- Scott Stallone – produkcja utworu "Post Armageddon Interlude"
- Dennis Halilovic – projekt okładki
- Matt Guglielmo – dodatkowa inżynieria dźwięku
- Steve Seid – dodatkowa inżynieria dźwięku
- Cabal 315, Guav – układ
- Ben Cook – udział w pisaniu tekstów
- Ben The Conductor, Chris Ritchie, Dan Grindpiece, Greg Mongo, Ivan Ctxhc, Jay Reason, Luke From The Bronx, Mad Joe Black, Morgoto, PK, Ritchie Krutch, Taylor Of The Knife – dodatkowy śpiew
- Dennis Halilovic – projekt okładki